# 국도 제1호선 (핀란드)

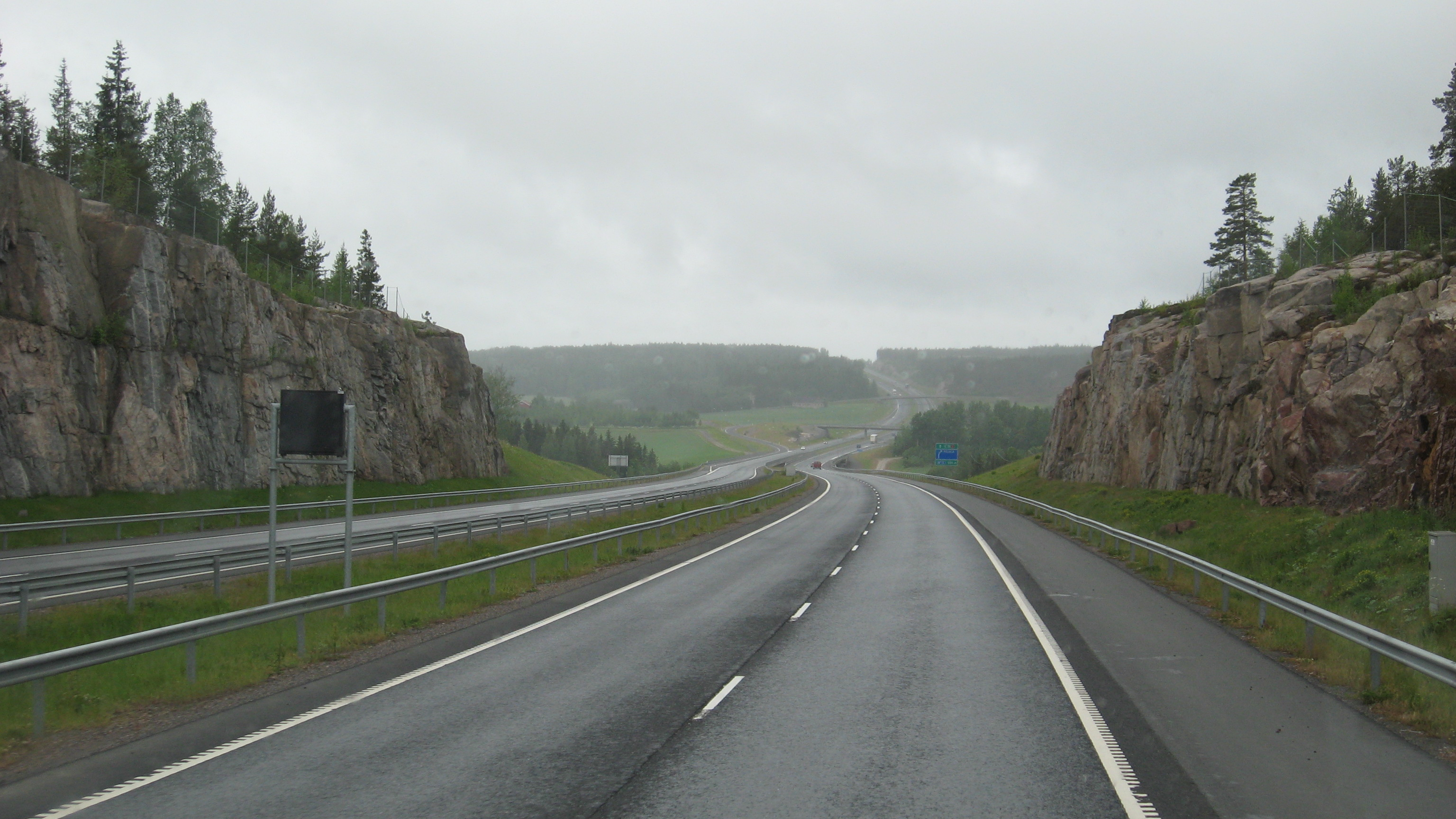
핀란드 1번 국도

국도 제1호선(핀란드어: Valtatie 1, Ykköstie, 스웨덴어: Riksväg 1)은 헬싱키와 투르쿠를 이어주는 총 연장 165km의 거리를 가진 핀란드의 일반 국도이다. 그러나 뭉키니에미에서 헬싱키를 거쳐 VI District, Turku를 지나 투르쿠까지는 유럽 고속도로 18호선의 일부로 이루고 있다. 해당 도로는 고속도로의 전체 구간이기도 하다. 

## 주요 경유지
해당 도로는 아래와 같은 경유지를 거쳐 간다.
- 헬싱키
- 에스포
- 키르코눔미
- 비흐티
- 로흐야
- 살로
- 파이미오
- 카리나
- 투르쿠

## 같이 보기
- 유럽 고속도로 18호선